# 大辛阁石塔
大辛阁石塔是一座位于中国河北省永清县大辛阁的辽代石塔，1982年7月23日以“石塔”为名登录为河北省文物保护单位，2013年3月升级全国重点文物保护单位。